# Массовое убийство в Кипупу
Массовое убийство в Кипупу произошло в 16 июля 2020 года в деревне Кипупу, расположенной на территории Мвенга в провинции Южное Киву (восточная Демократическая Республика Конго).
Вооруженные группы из ополчения Нгумино и Твиганехо, представляющие общину Баньямуленге, совершили нападение на деревню. По информации местных властей, в результате атаки погибло 220 человек. Однако, по данным независимых экспертов, число жертв составило 18 человек.
Это событие вызвало широкий общественный резонанс и осуждение со стороны конголезских политических деятелей, включая Мартина Файулу.

## Предыстория
С 2019 года продолжаются столкновения между ополченцами, поддерживающими коалицию “Национальная коалиция за суверенитет Конго” (CNPSC), и ополченцами Баньямуленге, достигшие пика в середине 2020 года.
Причины конфликта включают не только межобщинные разногласия, но и стремление CNPSC изгнать вооруженные группировки Баньямуленге из страны.
Сторонники CNPSC считают баньямуленге тутси из Руанды и рассматривают ополчения Нгумино и Твиганехо как очередное восстание, поддерживаемое Руандой, подобное Движению 23 марта (M23).
Сторонники ополчений баньямуленге утверждают, что они используют группы самообороны для защиты от врага, стремящегося к их уничтожению.

## Нападение
Нападение на деревню Кипупу и её окрестности развивалось следующим образом: по словам местных властей, вооруженные люди подожгли дома и угнали скот по пути к деревне. В ходе столкновений с силами Май-Май ополченцы также открыли огонь, в результате чего погибло больше мирных жителей.
После этого Нгумино и Твиганехо продолжили наступление на деревню, где сожгли дома, угнали скот и совершили изнасилования. Эти действия сопровождались нападениями с использованием мачете и стрельбой по мирным жителям.
По информации депутатов провинции, в результате нападения погибло 220 человек. Однако, по данным Kivu Security Tracker, число погибших составило 18 человек.

## Последствия
Эти события вызвали негодование среди населения Конго, а также среди известных политических деятелей из оппозиции. Около тридцати выборных чиновников из Южного Киву обратились к правительству Конго и Вооруженным силам Демократической Республики Конго (FARDC) с призывом усилить меры по защите гражданского населения в регионе. Чиновники также обратились к МООНСДРК, местной миссии Организации Объединенных Наций, с аналогичной просьбой.
26 июля лидеры общин, представляющих пострадавшие этнические группы, опубликовали заявление, в котором выразили недовольство действиями МООНСДРК и ВСДРК, которые, по их мнению, не предприняли достаточных мер для предотвращения массовых убийств. В тот же день известный конголезский врач Денис Муквеге осудил произошедшее в своем заявлении, опубликованном в Twitter. В другом заявлении, сделанном 31 июля, он сообщил, что после осуждения массовых убийств получил письма с оскорблениями и угрозами в свой адрес и в адрес своей семьи.
27 июля известный оппозиционный политик Мартин Фаюлу выступил с заявлением, в котором выразил свое возмущение произошедшим и призвал к международному расследованию.
Некоторые активисты Баньямуленге утверждали, что массовых убийств не было или что число погибших было меньше, чем сообщалось. Ассоциация мира Махоро, группа активистов Баньямуленге, отрицала факт массовых убийств и пыталась переложить ответственность на CNPSC, обсуждая их предполагаемые нападения на мирных жителей Баньямуленге. Примечательно, что президент организации Адель Кибасумба Ндаба в своем видеообращении в Twitter заявила, что массовые убийства были инсценированы.